# Sorsok a viharban
A Sorsok a viharban (eredeti olasz címe: I promessi sposi) Alessandro Manzoni A jegyesek című regénye alapján, Mario Camerini  rendezésében készült, 1941-ben bemutatott fekete–fehér olasz filmdráma. 
Magyarországon 1943 szeptemberében mutatták be.

## Cselekménye
A történet középpontjában két fiatal: Renzo és Lucia szerelme áll. Esküvőjük előestéjén a papot két férfi megfenyegeti: ha összeesketi másnap a jegyespárt, halállal lakol. A két ember a hatalmas földesúr, Don Rodrigo szolgálatában áll, aki régóta üldözi szerelmével Luciát. Az idős pap nem mer tiltakozni és másnap egy mondvacsinált kifogással lemondja az esküvőt. Végül azonban kiderül az igazi ok. Lucia gyóntatója, a jóságos Cristoforo atya azt ajánlja a jegyeseknek, meneküljenek el erről a vidékről és várjanak türelemmel, amíg jobbra fordulnak a dolgok. Tanácsát meg is fogadják.
Renzo munkába áll egy távolabbi városban, Lucia pedig a monzai kolostor falai között keres menedéket. Don Rodrigo azonban nem nyugszik és a környék rettegett urához, a „Névtelen” rablólovaghoz fordul segítségért. A Névtelen teljesíti Don Rodrigo kérését. Egyik embere által kényszeríti a monzai kolostor apácafőnöknőjét, akit szintén hatalmában tart, hogy hamis ürüggyel küldje ki Luciát valahova egyedül. A főnöknő hosszas lelkitusa után ezt meg is teszi. A gyanútlan Luciát útközben elfogják és a Névtelen várába viszik. A Névtelent már régóta lelkiismeretfurdalás és kétségek gyötörnek, és Lucia könyörgése nagy hatással van rá, éjszaka álmatlanul bolyong a vár termeiben.
A városban másnap nagy papi gyűlést tartanak a jóságos Borromeo kardinális elnökletével. Tömegével zarándokolnak hozzá az emberek megnyugvást, feloldozást kérni. A Névtelen is odamegy, a kardinális pedig boldogan öleli magához a megtérő bűnöst. A Névtelen első dolga, hogy szabadon engedi Luciát, azután szolgáinak is bejelenti, hogy felhagy korábbi életmódjával. Lucia boldogságát csak az zavarja, hogy nagy bajában fogadalmat tett: lemond Renzóról és nem megy soha férjhez, ha most megsegíti az Isten. 
Ekkor kitör a vidéken a nagy pestisjárvány. Don Rodrigo is megkapja a betegséget és bekerül a hevenyészett pestiskórházba. Ott van Cristoforo atya is. Egy napon megjelenik előtte Renzo, aki azonnal odasietett, amint a járványról értesült. Átkokat szór Don Rodrigo fejére, de a szerzetes feddő szavaira magába száll és megbocsát. Renzo később egy körmenetben felfedezi Luciát, aki szintén beteg volt, de meggyógyult. Boldogan akarja megölelni, de a lány elutasítja: elmondja, milyen fogadalmat tett. Renzo elkeseredik, de Cristoforo atya feloldja Luciát a fogadalom alól. A szerelmesek boldogságának útjából az utolsó is akadály elhárult.

## Korabeli kritikája
A korabeli hazai kritikus szerint a filmben néha túl gyorsan követik egymást az események és lélektanilag nincsenek kellően alátámasztva. „A Névtelen megtérése, ami a regényben hosszú ideig tartó, lassú lelki folyamat törvényszerű eredménye, itt kissé valószínűtlen és indokolatlan.” – írja a kritikus, az egész filmet azonban sikerültnek és művészinek tartja. „Megrendítőek a pestisjárvány jelenetei… Gyönyörű felvételeket látni a Comói-tó környékéről, a különböző vallásos körmenetekről és a pestiskórházról… A szereplők egytől-egyig mintha a regényből léptek volna elő.” A film zenéjét az egyik legnagyobb akkori olasz zeneszerző, Ildebrando Pizzetti szerezte.

## Főbb szereplők
- Gino Cervi – Renzo Tramagliano
- Dina Sassoli – Lucia Mondella
- Ruggero Ruggeri –Federigo Borromeo kardinális
- Armando Falconi – Don Abbondio
- Enrico Glori – Don Rodrigo
- Carlo Ninchi – a Névtelen
- Luis Hurtado – Cristoforo atya
- Evi Maltagliati – monzai szerzetesnő, "La Signora"
- Ines Zacconi – Perpetua
- Franco Scandurra – Il conte Attilio
- Gilda Marchiò – Agnese Mondella, Lucia anyja
- Enzo Biliotti – Antonio Ferrer
- Lauro Gazzolo – Ambrogio Fusella
- Giacomo Moschini – Dr. Azzeccagarbugli